# 3 de Marzo
3 de Marzo är en ort i Mexiko.   Den ligger i kommunen Chiapa de Corzo och delstaten Chiapas, i den sydöstra delen av landet, 700 km öster om huvudstaden Mexico City. 3 de Marzo ligger 421 meter över havet och antalet invånare är 341.
Terrängen runt 3 de Marzo är varierad. 3 de Marzo ligger nere i en dal. Runt 3 de Marzo är det ganska tätbefolkat, med 58 invånare per kvadratkilometer. Närmaste större samhälle är Tuxtla Gutiérrez, 9,5 km nordväst om 3 de Marzo. Omgivningarna runt 3 de Marzo är en mosaik av jordbruksmark och naturlig växtlighet.